# Carlota Jorgina de Meclemburgo-Strelitz
Carlota Jorgina Luísa Frederica em Meclemburgo-Strelitz (em alemão: Charlotte Georgine Luise Friederike zu Mecklenburg-Strelitz; 17 de novembro de 1769 - 14 de maio de 1818) foi um membro da Casa de Meclemburgo-Strelitz por nascimento e uma duquesa de Saxe-Hildburghausen por casamento com o duque Frederico de Saxe-Hildburghausen (depois duque de Saxe-Altemburgo).

## Família
Carlota era a filha mais velha de Carlos II e da sua primeira esposa, a princesa Frederica de Hesse-Darmstadt.
Carlota e as suas irmãs, a rainha Luísa da Prússia, a rainha Frederica de Hanôver e a princesa Teresa Matilde de Thurn e Taxis, eram consideradas as mulheres mais bonitas da sua época. Jean Paul Friedrich Richter dedicou o seu romance "Titan" às quatro belas e nobres irmãs.

## Vida

### Infância e juventude
Carlota cresceu em Hanôver, onde o seu pai era governador em nome do seu cunhado, o rei Jorge II da Grã-Bretanha, que vivia em Londres. Quando Carlota tinha doze anos, a sua mãe morreu, o que levou a que passasse a ser educada pela sua tia materna, Carlota, que se casou com o seu pai em 1784 e por Magdalena de Wolzogen. As suas irmãs foram criadas pela sua avó materna, a condessa Maria Luísa Albertina de Leiningen-Falkenburg-Dagsburg, em Darmstadt. Nesta altura, Carlota já se tinha mudado para Hildburghausen.

### Duquesa de Saxe-Hildburghausen

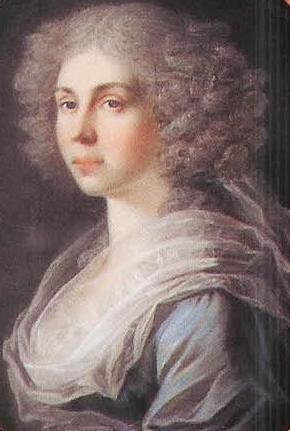
Carlota por Johann Philipp Bach.

Carlota casou-se no dia 3 de setembro de 1785, aos dezasseis anos de idade, com o duque Frederico de Saxe-Hildburghausen que, até 1787, governou sob a regência do seu tio-bisavô, o duque José Frederico. O casamento não foi feliz. Carlota era mais inteligente do que o marido que a começou a ignorar. Também tinham problemas financeiros: Saxe-Hildburghausen tinha ficado na bancarrota depois das políticas desastrosas dos antepassados de Frederico e, em 1806, foi colocado num estatuto de recebedoria imperial. Os cobradores apenas permitiam ao duque e à duquesa uma lista civil reduzida.
O pai de Carlota e os seus dois irmãos visitavam Carlota com frequência. Em 1787, o seu pai mudou-se de vez para Hildburghausen e tornou-se presidente do comité de crédito. Em 1792, a avó de Carlota e as suas irmãs tiveram de fugir às tropas francesas que se aproximavam de Darmstadt e refugiaram-se em Hildburghausen. A sua avó reparou que o marido de Charlota "de todos os seus deveres, apenas cumpre os matrimoniais com zelo. A Carlota, que nunca amou este homem, está sempre grávida". A família passou várias semanas despreocupadamente na cidade. Em 1793, a sua avó deixou o exílio e fez uma viagem com as netas até Frankfurt onde Luísa conheceu o seu futuro marido, o príncipe Frederico Guilherme da Prússia.
Carlota tinha uma relação muito íntima com a sua irmã Frederica e os seus parentes de Strelitz. Em 1803 e 1805, a sua irmã Luísa e o marido fizeram-lhe uma visita. Para celebrar a ocasião, os cobradores do ducado permitiram que Carlota e o marido comprassem mobília nova para o seu palácio. A 9 de Outubro de 1806, Carlota e a sua irmã Teresa estavam de visita à irmã Luísa no quartel-general de Erfurt com o rei Frederico Guilherme III da Prússia quando foi feita uma declaração de guerra a Napoleão Bonaparte. Luísa tinha ajudado a escrever o documento da declaração.
Christian Truchseß von Wetzhausen zu Bettenburg era amigo de Carlota e do marido e padrinho do filho mais novo do casal, Eduardo. Depois de Carlota e a sua filha Teresa, que tinha sido coroada Princesa da Coroa  Baviera por aquele tempo, visitarem seu castelo de Bettermburg, na Francônia, Christian escreveu a Friedrich de la Motte Fouqué: "A nossa Princesa da Coroa da Baviera e Princesa Herdeira de Weilburg estava de visita à mãe, a Duquesa de Hildburghausen e visto que conheço estas maravilhosas filhas desde que eram crianças, e sempre se mostraram muito gentis comigo, sentiram a necessidade de visitar o velho Truchseß no seu castelo e, na companhia do seu irmão Jorge e do príncipe-herdeiro de Weilburg, o homem corajoso de Waterloo, e uma comitiva muito pequena vieram visitar-me no domingo à tarde". Muitos espectadores tinham aparecido para ver a princesa-herdeira da Baviera. Enquanto recebia os seus convidados, Christian tentou conduzir primeiro Carlota, que tinha uma posição mais baixa do que a filha, primeiro para dentro do castelo, mas ela recusou-se a fazê-lo, cedendo a passagem à sua filha. Christian respondeu: "Vossa Alteza irá perdoar-me, mas desde que este castelo está de pé, as mães sempre tiveram precedência às filhas". Então, Teresa agarrou o outro braço do barão e os três atravessaram os portões juntos.
A duquesa dava metade do seu rendimento anual aos pobres, pensionistas e projectos de educação para as classes mais desfavorecidas. Após a morte da sua irmã em 1815, Carlota mandou construir o Memorial de Luísa no parque da cidade de Hildburghausen.

### Corte da musa

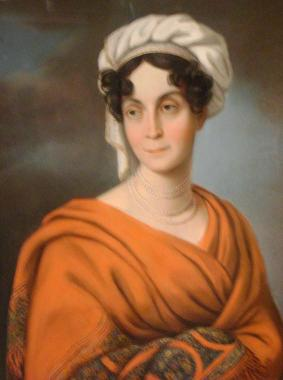
Carlota por Carl August Keßler.

Carlota gostava de literatura e promoveu avidamente as artes na sua corte. Facilitou as regras de etiquete e trouxe músicos, pintores e poetas à corte, entre os quais se encontrava o escritor Jean Paul Friedrich Richter que chegou a 25 de maio de 1799. Pouco depois escreveu ao seu amigo Otto: "já estou aqui há uma semana e sinto-me bastante fraco. Para começar, imagina a duquesa divinal com uns lindos olhos de criança, o rosto cheio de amor e atenção e juventude, um glote como o de um rouxinol e o coração de uma mãe (...) eles adoram-me e lêem o que escrevo (...). Chamam-me à tarde e para o serão (...). Ontem improvisei em frente da corte no piano. Além do mais, existe uma paróquia decente de irmãos e irmãs por aqui e posso sentir-me como Zinzendorf". A 27 de Outubro voltou a escrever: "Soube com antecedência que a corte se mudaria para o Jagdschloss em Seidingstadt. Fui lá hoje. A duquesa já lá estava quando cheguei e veio visitar-me poucos minutos depois da minha chegada. Tirando uma amante, não conheço nada mais belo do que as suas doces formas".
Com Carlota, a corte transformou-se numa "pequena Weimar". O actual lema da cidade de Hildburghausen, "Pequeno Clássico", é uma referência a este período. Além de Jean Paul, outros visitantes da época também fizeram referência ao grande talento de Carlota para o canto, que lhe valeu a alcunha de "Cantalotte" e a reputação de ser uma das melhores cantoras da época. A duquesa tinha aprendido a cantar em Hanôver com um professor italiano chamado Giuliani e cantava em concertos na corte e missas. Durante a Semana Santa, cantava muitas vezes "A Morte de Jesus" de Carl Heinrich Graun na Igreja de Cristo em Hildburghausen, num dia em que toda a população tinha permissão de entrar nesta igreja.

## Morte
Carlota morreu no dia 14 de maio de 1818 depois de doença prolongada. A sua filha Teresa escreveu à irmã Luísa: "Há oito ou dez dias, durante uma noite agitada, na qual o fim parecia próximo, ela despediu-se de nós e abençoou todos vocês que estão longe - é o melhor que uma mãe adorada pode dar aos seus filhos (...). Nessa noite, quando se despediu de nós de uma forma muito comovente, ajoelhei-me ao lado da sua cama de dor e pedi-lhe a bênção. Quando a mão dela repousou sob a minha cabeça, falei por todos nós à querida mãe - e ela respondeu (...). Recebemos todos [um anel] das suas queridas mãos. Quando olho para ele, cresce o meu desejo de viver uma vida que se possa equiparar à da minha mãe".
Carlota pediu para ser enterrada no cemitério que se estava a planear construir em Backsteinfeld, em Hildburghausen. Enquanto este não ficou concluído, o seu corpo foi enterrado provisoriamente na igreja do castelo e foi enterrado no cemitério em 1819. A sua sepultura foi criada por Heim, o carpinteiro da corte, e ficou pronta em 1824.

## Descendência
1. José Jorge Carlos Frederico de Saxe-Hildburghausen (12 de junho de 1786 - 30 de julho de 1786).
2. Carlota Augusta de Saxe-Hildburghausen (29 de julho de 1788).
3. José Jorge Frederico Ernesto Carlos (27 de agosto de 1789 - 25 de novembro de 1868).
4. Luísa Frederica Maria Carolina Augusta Cristiana de Saxe-Hildburghausen (18 de janeiro de 1791 - 25 de março de 1791).
5. Teresa Carlota Luísa Frederica Amália de Saxe-Hildburghausen (8 de julho de 1792 - [26 e outubro] de 1854), casada, no dia 12 de outubro de 1810 com o rei Luís I da Baviera.
6. Carlota Luísa Frederica Amália Alexandrina de Saxe-Hildburghausen (28 de janeiro de 1794 - 6 de abril de 1825), casada no dia 24 de julho de 1814 com Guilherme, Duque de Nassau.
7. Francisco Frederico Carlos Luís Jorge Henrique de Saxe-Hildburghausen (13 de abril de 1795 - 28 de maio de 1800).
8. Jorge de Saxe-Altemburgo ([4 de julho de 1796 - 3 de agosto de 1853).
9. Frederico Guilherme Carlos José Luís Jorge de Saxe-Hildburghausen (4 de outubro de 1801 - 1 de julho de 1870).
10. Maximiliano Carlos Adolfo Henrique de Saxe-Hildburghausen (19 de fevereiro de 1803 - 29 de março de 1803).
11. Eduardo Carlos Guilherme Cristiano de Saxe-Hildburghausen (3 de julho de 1804 - 16 de maio de 1852).

## Genealogia
| Carlota de Mecklenburg-Strelitz | Pai: Carlos II de Meclemburgo-Strelitz | Avô paterno: Carlos Luís Frederico de Meclemburgo-Strelitz | Bisavô paterno: Adolfo Frederico II de Meclemburgo-Strelitz                   |
| Carlota de Mecklenburg-Strelitz | Pai: Carlos II de Meclemburgo-Strelitz | Avô paterno: Carlos Luís Frederico de Meclemburgo-Strelitz | Bisavó paterna: Cristiana Emília de Schwarzburg-Sondershausen                 |
| Carlota de Mecklenburg-Strelitz | Pai: Carlos II de Meclemburgo-Strelitz | Avó paterna: Isabel Albertina de Saxe-Hildburghausen       | Bisavô paterno: Ernesto Frederico I de Saxe-Hildburghausen                    |
| Carlota de Mecklenburg-Strelitz | Pai: Carlos II de Meclemburgo-Strelitz | Avó paterna: Isabel Albertina de Saxe-Hildburghausen       | Bisavó paterna: Sofia Albertina de Erbach-Erbach                              |
| Carlota de Mecklenburg-Strelitz | Mãe: Frederica de Hesse-Darmstadt      | Avô materno: Jorge Guilherme de Hesse-Darmstadt            | Bisavô materno: Luís VIII de Hesse-Darmstadt                                  |
| Carlota de Mecklenburg-Strelitz | Mãe: Frederica de Hesse-Darmstadt      | Avô materno: Jorge Guilherme de Hesse-Darmstadt            | Bisavó materna: Carlota de Hanau-Lichtenberg                                  |
| Carlota de Mecklenburg-Strelitz | Mãe: Frederica de Hesse-Darmstadt      | Avó materna: Maria Luísa de Leiningen-Falkenburg-Dagsburg  | Bisavô materno: Cristiano Carlos de Leiningen-Dachsburg-Falkenburg-Heidesheim |
| Carlota de Mecklenburg-Strelitz | Mãe: Frederica de Hesse-Darmstadt      | Avó materna: Maria Luísa de Leiningen-Falkenburg-Dagsburg  | Bisavó materna: Catarina Polyxena de Solms-Rödelheim                          |